# 화산고래
"화산고래"(Crimson Whale)는 한국에서 제작된 박혜미 감독의 2014년 애니메이션 영화이다. 이지숙 등이 주연으로 출연하였다.

## 출연

### 주연
- 이지숙
- 김성인
- 이영기
- 김지형
- 김민지
- 박주광
- 양영훈
- 이정훈

## 기타
- 프로듀서: 김기환